# Stornäsudden
Stornäsudden är en udde i Finland.   Den ligger i den ekonomiska regionen  Borgå  och landskapet Nyland, i den södra delen av landet, 40 km öster om huvudstaden Helsingfors. Stornäsudden ligger på ön Emsalö.
Terrängen inåt land är platt. Havet är nära Stornäsudden söderut. Runt Stornäsudden är det ganska tätbefolkat, med 67 invånare per kvadratkilometer. Närmaste större samhälle är Borgå, 9,4 km norr om Stornäsudden. I omgivningarna runt Stornäsudden växer i huvudsak blandskog.